# Altorricón
Altorricón – gmina w Hiszpanii, w prowincji Huesca, w Aragonii, o powierzchni 32,41 km². W 2011 roku gmina liczyła 1494 mieszkańców.